# Kościół św. Mikołaja w Targoszycach
Kościół Świętego Mikołaja – rzymskokatolicki kościół parafialny należący do parafii pod tym samym wezwaniem (dekanat siewierski diecezji sosnowieckiej). Znajduje się w Targoszycach, części wsi Mierzęcice, w powiecie będzińskim, w województwie śląskim.
Obecna świątynia została wzniesiona w drugiej połowie XVIII wieku, kiedy do starszego, murowanego prezbiterium została dobudowana nowa nawa i wieża. Budowla jest orientowana. Od strony zachodniej jest umieszczona szeroka kruchta z czworokątną wieżą, zwieńczoną barokowym dachem hełmowym; do nawy przylega wąskie prezbiterium, zamknięte ścianą prostą. Wnętrze reprezentuje styl barokowy. Wyjątkiem od tego jest gotycki, kamienny portal wiodący do zakrystii. Ciekawe są również m.in. zabytkowe ołtarze ozdobione figurami świętych.